# ایساکا (آمبوهیماهاسوآ)
ایساکا (به لاتین: Isaka) یک منطقهٔ مسکونی در ماداگاسکار است که در هائوته ماتسیاترا واقع شده‌است. ایساکا ۱۱٬۶۴۲ نفر جمعیت دارد و ۱٬۱۵۰ متر بالاتر از سطح دریا واقع شده‌است.